# خاموش‌سازی ژن
خاموش‌سازی ژن (به انگلیسی: Gene silencing) تنظیم بیان ژن در یک سلول برای جلوگیری از بیان یک ژن خاص است. خاموش‌سازی ژن می‌تواند در حین رونویسی یا ترجمه رخ دهد و اغلب در تحقیقات استفاده می‌شود. به‌طور خاص، روش‌هایی که برای خاموش کردن ژن‌ها استفاده می‌شوند، به‌طور فزاینده‌ای برای تولید داروهایی برای مبارزه با سرطان و سایر بیماری‌ها، مانند بیماری‌های عفونی و اختلالات عصبی استفاده می‌شوند.
خاموش کردن ژن اغلب با سرکوب ژن اشتباه گرفته می‌شود. هنگامی که ژن‌ها خاموش می‌شوند، بیان آنها کاهش می‌یابد. در مقابل، وقتی ژن‌ها سرکوب می‌شوند، به‌طور کامل از ژنوم ارگانیسم پاک می‌شوند و در نتیجه هیچ بیانی ندارند. خاموش کردن ژن به عنوان یک مکانیسم غیر از سرکوب ژن در نظر گرفته می‌شود زیرا روش‌هایی که برای خاموش کردن ژن‌ها استفاده می‌شود، به‌طور کلی بیان ژن را حداقل تا ۷۰ درصد کاهش می‌دهد اما آن را حذف نمی‌کند. روش‌هایی که از خاموش کردن ژن استفاده می‌کنند اغلب بهتر از سرکوب ژن در نظر گرفته می‌شوند، زیرا به محققان اجازه می‌دهند ژن‌های ضروری را که برای بقای مدل‌های حیوانی مورد نیاز هستند و نمی‌توان حذف کرد، مطالعه کنند. علاوه بر این، آنها دیدگاه کامل تری در مورد توسعه بیماری‌ها ارائه می‌دهند، زیرا بیماری‌ها به‌طور کلی با ژن‌هایی مرتبط هستند که بیان آنها کاهش یافته‌است.